# Aaron Morris (rugby à XV)

a Compétitions nationales et continentales officielles uniquement.

b Matchs officiels uniquement.
Dernière mise à jour le 26 mars 2017.
Aaron Morris, né le 10 janvier 1995 à Bedford (Angleterre), est un joueur anglais de rugby à XV évoluant au poste d'arrière ou d'ailier (1,91 m pour 94 kg). Il joue au sein du club des Harlequins en Premiership depuis 2016.

## Carrière

### En club
- 2012-2014 : Bedford Blues
- 2014-2016 : Saracens
- 2015-2016 : → London Scottish
- Depuis 2016 : Harlequins

## Palmarès

### En équipe nationale
- Vainqueur de la Coupe du monde des moins de 20 ans en 2014
- Vainqueur du Tournoi des Six Nations des moins de 20 ans en 2015
- Finaliste de la Coupe du monde des moins de 20 ans en 2015